# Запорожець Оксана
Окса́на Запоро́жець (* 1971) — українська волейболістка; виступала в іспанських клубах.

## Спортивні щаблі
- 2007—2008 — Лас-Пальмас
- 2008—2010 — Логроньйо (Суперліга 2)
- 2010—2011 — Агуере (Суперліга)